# Adam Musiał
Adam Musiał (født 18. december 1948 i Wieliczka, Polen, død 18. november 2020) var en polsk fodboldspiller (forsvarer) og -træner.
Musiał spillede i ti sæsoner hos den polske storklub Wisła Kraków. Senere i sin karriere havde han ophold i både engelsk og amerikansk fodbold.
Musiał spillede 34 kampe for det polske landshold. Han var med på holdet til VM i 1974 i Vesttyskland, hvor polakkerne vandt bronze. Her spillede han seks af holdets syv kampe i turneringen, heriblandt bronzekampen mod Brasilien.
Musiał var efter sit karrierestop træner, blandt andet for sin gamle klub som aktiv, Wisła Kraków.